# Станежиче
Станежиче (словен. Stanežiče) је насељено место у оквиру градске општине Љубљана, Средњесловенска регија, Словенија.

## Историја
До територијалне реорганизације у Словенији били су у саставу града Љубљане, односно старе општине Шишка.

## Становништво
У попису становништва из 2021. године, Станежиче је имало 758 становника.
| Број становника према пописима | Број становника према пописима | Број становника према пописима | Број становника према пописима |
| ------------------------------ | ------------------------------ | ------------------------------ | ------------------------------ |
| 1991                           | 2002                           | 2011                           | 2021                           |
| 522                            | 670                            | 716                            | 758                            |

Напомена: Године 1987. умањено за део насеља који је припојен насељу Голо Брдо (Медводе).

## Галерија
- табла на улазу у насеље
- капелица
- поглед на Шмарну гору